# Ambondromamy
Ambondromamy est une commune urbaine malgache située dans la partie sud de la région de Boeny.

## Géographie
Ambondromamy se situe au carrefour entre les routes nationales No. 6 qui mène vers Diego Suarez et No. 4 (Mahajanga - Antananarivo).
Ambondromamy est une commune rurale située dans la région de Boeny, au nord-ouest de Madagascar. Elle fait partie du district d'Ambato-Boeni. La commune se trouve à l'intersection de deux routes nationales importantes :
Route nationale 6 (RN6), qui relie Ambondromamy à Diego Suarez (706 km au nord).
Route nationale 4 (RN4), qui relie Mahajanga à Antananarivo (450 km au sud-est).
Cette position géographique la place à un carrefour stratégique, facilitant les échanges et les déplacements dans la région

## Démographie
La population d'Ambondromamy était estimée à environ 8 000 habitants selon le recensement de la commune en 2001. La population est principalement rurale, avec une forte activité agricole. La répartition de la population dans les activités économiques est la suivante :
60% de la population est engagée dans l'agriculture.
30% de la population est occupée dans l'élevage de bétail.
Les 5% restants travaillent dans les services, et 5% sont impliqués dans la pêche.

## Économie
L'économie d'Ambondromamy repose principalement sur l'agriculture et l'élevage :

### Agriculture
Le principal produit agricole est le cacahuète (arachide), qui constitue une culture de rente importante pour la commune. D'autres produits agricoles notables incluent le maïs et la patate douce.

### Élevage
Une partie significative de la population (30%) se consacre à l'élevage, en particulier de bétail, ce qui joue également un rôle dans l'économie locale.

### Pêche
Bien que moins important, la pêche occupe environ 5% de la population, indiquant la présence de ressources en eau, probablement liées à des rivières ou des lacs dans la région.

### Services
Une petite proportion (5%) de la population travaille dans le secteur des services, qui englobe des activités telles que l'éducation, la santé et les commerces locaux.

## Découvertes Paléontologiques
Ambondromamy et ses environs, notamment le village d'Ambondromahabo, sont également connus pour des découvertes paléontologiques majeures, notamment des fossiles de dinosaures et des restes de crocodiles préhistoriques, dont Razanandrongobe sakalavae, une espèce de crocodile datant de l'époque des dinosaures.